# Maldição de Marte
O elevado número de fracassos da NASA e de outras agências espaciais em tentar explorar o planeta Marte, tem criado a idéias sobre a existência da Maldição de Marte.
Contando desde o início das pesquisas espaciais até o meio do ano de 2003, foram efetuadas 35 tentativas de exploração de Marte, apenas 12 delas obtiveram sucesso.
De todas as tentativas de aterrissagem, que foram no total nove tentativas, apenas três missões norte-americanas tiveram sucesso.
Apesar de ser aparentemente fácil colocar um sonda em órbita da Terra, o mesmo não se sucede quando se tenta enviar uma sonda a Marte, mesmo sendo ele um planeta próximo da Terra. O fato de ser um planetas de baixa gravidade, diversas tentativas de pouso foram feitas. Aparentemente elas foram além do que realmente se podia ter feito naquela oportunidade. 

## Lista das sondas lançadas para Marte
Os itens com asteriscos indicam falha total ou parcial da missão
- 1960 -- Marsnik 1
- 1960 -- Marsnik 2
- 1962 -- Sputnik 29
- 1962 -- Marte 1
- 1962 -- Sputnik 31
- 1964 -- Mariner 3

1964 -- Mariner 4
- 1964 -- Zond 2
- 1965 -- Zond 3

1969 -- Mariner 6
1969 -- Mariner 7
- 1969 -- Marte 1969A
- 1969 -- Marte 1969B
- 1971 -- Mariner 8
- 1971 -- Kosmos 419
- 1971 -- Marte 2

1971 -- Marte 3
1971 -- Mariner 9
- 1973 -- Marte 4
- 1973 -- Marte 5
- 1973 -- Marte 6
- 1973 -- Marte 7

1975 -- Viking 1
1975 -- Viking 2
- 1988 -- Phobos 1
- 1988 -- Phobos 2
- 1992 -- Mars Observer

1996 -- Mars Global Surveyor
- 1996 -- Mars 96

1996 -- Mars Pathfinder
- 1998 -- Nozomi
- 1998 -- Mars Climate Orbiter
- 1998 -- Mars Polar Lander
- 1998 -- Deep Space 2 (parte da missão Mars Polar Lander)

2001 -- Mars Odyssey
2003 -- Mars Exploration Rovers
- 2003 -- Mars Express